# Prescription en droit civil français
 (octobre 2022).
La mise en forme du texte ne suit pas les recommandations de Wikipédia : il faut le « wikifier ».
Les points d'amélioration suivants sont les cas les plus fréquents :
- Les titres sont pré-formatés par le logiciel. Ils ne sont ni en capitales, ni en gras.
- Le texte ne doit pas être écrit en capitales (les noms de famille non plus), ni en gras, ni en italique, ni en « petit »…
- Le gras n'est utilisé que pour surligner le titre de l'article dans l'introduction, une seule fois.
- L'italique est rarement utilisé : mots en langue étrangère, titres d'œuvres, noms de bateaux, etc.
- Les citations ne sont pas en italique mais en corps de texte normal. Elles sont entourées par des guillemets français : « et ».
- Les listes à puces sont à éviter, des paragraphes rédigés étant largement préférés. Les tableaux sont à réserver à la présentation de données structurées (résultats, etc.).
- Les appels de note de bas de page (petits chiffres en exposant, introduits par l'outil «  Source ») sont à placer entre la fin de phrase et le point final[comme ça].
- Les liens internes (vers d'autres articles de Wikipédia) sont à choisir avec parcimonie. Créez des liens vers des articles approfondissant le sujet. Les termes génériques sans rapport avec le sujet sont à éviter, ainsi que les répétitions de liens vers un même terme.
- Les liens externes sont à placer uniquement dans une section « Liens externes », à la fin de l'article. Ces liens sont à choisir avec parcimonie suivant les règles définies. Si un lien sert de source à l'article, son insertion dans le texte est à faire par les notes de bas de page.
- La présentation des références doit suivre les conventions bibliographiques. Il est recommandé d'utiliser les modèles {{Ouvrage}}, {{Chapitre}}, {{Article}}, {{Lien web}} et/ou {{Bibliographie}}. Le mode d'édition visuel peut mettre en forme automatiquement les références.
- Insérer une infobox (cadre d'informations à droite) n'est pas obligatoire pour parachever la mise en page.

Pour une aide détaillée, merci de consulter Aide:Wikification.
Si vous pensez que ces points ont été résolus, vous pouvez retirer ce bandeau et améliorer la mise en forme d'un autre article.
Pour un article plus général, voir Prescription en droit français.
L'article 2219 du code civil définit la prescription extinctive comme : « un mode d'extinction d'un droit résultant de l'inaction de son titulaire pendant un certain laps de temps ». Au contraire de la prescription acquisitive qui selon l'article 2258 : « est un moyen d'acquérir un bien ou un droit par l'effet de la possession sans que celui qui l'allègue soit obligé d'en rapporter un titre ou qu'on puisse lui opposer l'exception déduite de la mauvaise foi. »

## Historique
Le régime de la prescription civile en droit français a été modifié en profondeur par la loi no 2008-561 du 17 juin 2008 portant réforme de la prescription en matière civile.

## Suspension et interruption de la prescription
Le code civil distingue la suspension de la prescription, qui permet d'observer une pause dans les délais, de l'interruption, qui elle fait partir un nouveau délai à zéro.
Sur la distinction entre la prescription et la forclusion, voir Forclusion en droit français#Distinction entre forclusion et prescription.

## Prescriptions principales en matière civile

### Délai général de prescription

#### De 30 ans à 5 ans
Jusqu'à la loi no 2008-561 du 17 juin 2008 portant réforme de la prescription en matière civile le délai général de prescription en matière civile était de trente ans. La prescription était dite « trentenaire ». L'article ancien 2262 énonçait alors « Toutes les actions, tant réelles que personnelles, sont prescrites par trente ans, sans que celui qui allègue cette prescription soit obligé d'en rapporter un titre ou qu'on puisse lui opposer l'exception déduite de la mauvaise foi. » 
Maintenant, c'est l'article 2224 du Code civil qui réduit ce délai à 5 ans : « Les actions personnelles ou mobilières se prescrivent par cinq ans à compter du jour où le titulaire d'un droit a connu ou aurait dû connaître les faits lui permettant de l'exercer. »

#### Point de départ de la prescription générale
Toutefois la jurisprudence est constante sur le fait que le délai de prescription court à partir du jour « où le titulaire d’un droit a connu ou aurait dû connaître les faits lui permettant de l’exercer » (article 2224 du Code Civil). L’article 2232, alinéa 1er du Code Civil a néanmoins prévu un délai butoir de vingt (20) ans en toutes hypothèses « le report du point de départ, la suspension ou l’interruption de la prescription ne peut avoir pour effet de porter le délai de prescription extinctive au-delà de vingt ans à compter du jour de la naissance du droit » et, pour ce qui concerne le "point de départ" l’article 1304 du Code Civil prévoit qu’en cas de violence, le délai commence à partir du jour où la violence a cessé ; en cas de dol ou d’erreur, le délai commence à partir du jour où le vice a été découvert.

### Prescription acquisitive
La prescription acquisitive, ou usucapion est le fait d'acquérir juridiquement un droit du fait de l'écoulement du temps.

### Prescription des titres exécutoires
La loi n° 2008-561 du 17 juin 2008 prévoit aussi spécifiquement un délai de 10 ans pour la prescription des titres exécutoires, parmi lesquels se trouvent « Les décisions des juridictions de l'ordre judiciaire ou de l'ordre administratif ». Ce délai est prévu à l’article 3-1 de la loi n° 91-650 du 9 juillet 1991 portant réforme des procédures civiles d’exécution (non codifiée) créé par la loi de 2008.
Par ailleurs, mais à l'exclusion de l'exécution des titres exécutoires, la loi pose aussi le principe d’un délai butoir à l’article 2232 du code civil : le report du point de départ, la suspension et l’interruption de la prescription ne peuvent avoir pour effet de porter le délai total de la prescription au-delà de vingt ans à compter du jour de la naissance du droit sauf exceptions (par exemple, possession de certains titres exécutoires ou en cas d’interruption du délai par une demande en justice ou par un acte d’exécution forcée).

### Prescriptions en fonction des domaines du droit
Il existe aussi des délais plus courts mais généraux dans d'autres matières du droit  ; en droit commercial, le délai est 5 ans comme le dispose l'article L.110-4 du code de commerce modifié par la loi n° 2008‑561 du 17 juin 2008. 

#### Droit des baux commerciaux
En droit des baux commerciaux, le principe retenu est celui de la prescription biennale (2 années) en application de l'article 145-60 du code de commerce mais d'autres actions (paiements de loyers, de charges...) sont soumises aux règles de la prescription quinquennale 

#### Droit de la copropriété
La loi ELAN est venue modifier l'article 42 de la loi de 1965 en réduisant le délai de prescription de 10 ans à 5 ans. Le texte est le suivant : « Les dispositions de l'article 2224 du code civil relatives au délai de prescription et à son point de départ sont applicables aux actions personnelles relatives à la copropriété entre copropriétaires ou entre un copropriétaire et le syndicat. »
La référence  à l'article 2224 du code civil fait rejoindre au droit de la copropriété les règles du droit commun fondées sur ce délai flottant : « Les actions personnelles ou mobilières se prescrivent par cinq ans à compter du jour où le titulaire d'un droit a connu ou aurait dû connaître les faits lui permettant de l'exercer. »

#### Droit des assurances
En assurance le délai de prescription est de deux ans à compter de l'événement qui y donne naissance d'après l'article L114-1 du code des assurances (France). Ce délai est porté à dix ans en cas d'assurance décès.